# Šinkaiči (nádraží)
Šinkaiči je osobní železniční stanice v Japonsku, v prefektuře Hjógo na ostrově Honšú. V provozu je od 7. dubna 1968. 

## Popis

### Nástupiště
Stanice má celkem 6 dopravních kolejí. 
| Podlaží | kolej | linka                         | směr                            |
| ------- | ----- | ----------------------------- | ------------------------------- |
| 1.PP    | 1     | KB Regionální a městské vlaky | Suzurandai, Tanigami            |
| 1.PP    | 2/3   | KB Regionální a městské vlaky | Suzurandai, Ošibedani, Tanigami |
| 1.PP    | 4     | KB Regionální a městské vlaky | Suzurandai, Ošibedani           |
| 2.PP    | 1     | HS Regionální vlaky a metro   | Kóbe, Nišinomija                |
| 2.PP    | 2/3   | HK Metro                      | Kóbe                            |
| 2.PP    | 4     | HS Regionální vlaky a metro   | Nagata, Suma                    |

### Vlakové trasy
- Linka  KB  (směr Ošibedani)
  - Žunkiu: Regionální vlak.
  - Fucú: Městský vlak.
- Linka  KB  (směr Tanigami)
  - Kiukó: Regionální vlak. Zastavuje ve stanicích, ve kterých Žunkiu zastavuje bez Nagaty, Minotaniho a Rokkóvu.
  - Žunkiu: Regionální vlak
  - Fucú: Městský vlak.
- Linka  HK 
  - Tokkiu: Metro. Zastavuje ve všech stanicích do Kóbe-Samnomije.
  - Cúkin-Tokkiu: Metro. Zastavuje ve všech stanicích do Kóbe-Samnomije.
  - Kajsok-Kiukó: Metro. Zastavuje ve všech stanicích do Kóbe-Samnomije.
  - Cúkin-Kiukó: Metro. Zastavuje ve všech stanicích do Cukagučiho.
  - S-Tokkiu: Metro. Zastavuje ve všech stanicích.
  - Fucú: Metro.
- Linka  HS 
  - Čokcú-Tokkiu: Regionální vlak
  - S-Tokkiu: Metro. Zastavuje ve všech stanicích bez Nišiho Motomačiho, mezi Itajadem a Kóbí-Samnomijí.
  - Tokkiu: Metro. Zastavuje ve všech stanicích do Kóbe-Samnomije, mezi Sumaurou Kóenem a Samnomijí.
  - Kajsok-Kiukó: Metro. Zastavuje ve všech stanicích, mezi Šinkaičím a Kóbe-Samnomije.
  - Fucú: Metro

Stav: 13. březen 2021 
| Průměrný interval (min)   | Trasa na západ a sever | Linka                                                         | Trasa na východ | Průměrný interval (min) | Společnost |
| ------------------------- | --- | ------------------------------------------------------------- | --- | ----------------------- | ---------- |
| 30                        | Sanda,Arima -...- Suzurandai - Nagata[KB]* - Minatogava - Šinkaiči                                                                           | KB Kiukó Žunkiu                                               | |                         | Kóbe ED    |
| (jednou ráno) (15 v noci) | Ao, Ono - Suzurandai - Nagata[KB] - Minatogava - Šinkaiči                                                                                    | KB Žunkiu                                                     | |                         | Kóbe ED    |
| 15                        | Miki, Sanda -...- Suzurandai - Hijodorigoe - Marujama - Nagata[KB] - Minatogava - Šinkaiči                                                   | KB Fucú                                                       | |                         | Kóbe ED    |
|                           | | HK Tokkiu Cúkin-Tokkiu Kajsok-Kiukó Cúkin-Kiukó S-Tokkiu Fucú | Šinkaiči - Kósoku Kóbe - Hanakuma - Kóbe Samnomija[HK] (-...- Nišinomija,Ósaka)                                                                | 7.5                     | Hankiu     |
| 15                        | Himedži -...- Suma - Cukimijama - Itajado - (Nišidai) - Kósoku Nagata - (Daikai) - Šinkaiči Zastavuje v Daikai a Nišidai v intervalu 30 min. | HS Čokcú-Tokkiu                                               | Šinkaiči - Kósoku Kóbe - (Niši Motomači) - Motomači - Kóbe Samnomija[HS] -...- Amagasaki,Ósaka Zastavuje v Niším Motomačím v intervalu 30 min. | 15                      | Hanšin     |
| 15                        | Himedži,Suma -...- Itajado - Nišidai - Kósoku Nagata - Daikai - Šinkaiči                                                                     | HS S-Tokkiu Tokkiu Kajsok-Kiukó Fucú                          | Šinkaiči - Kósoku Kóbe - Niši Motomači* - Motomači - Kóbe Samnomija -...- Amagasaki, Ósaka                                                     | 30                      | Hanšin     |

### Okolní objekty
- Park Minatogava
- Metro Kóbe, podzemní ulice